# Marianna von Martines

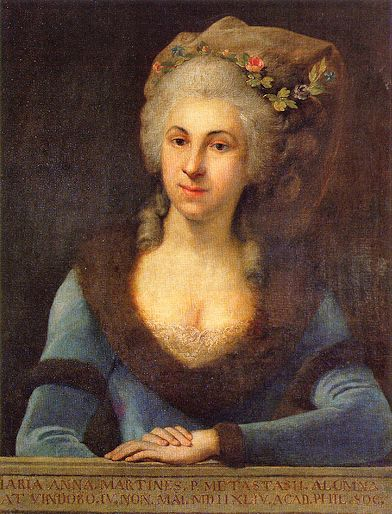
Marianna Martines um 1780 (Gemälde von Anton von Maron)

Marianna von Martines, getauft als Anna Catharina,  auch genannt Nannette Martinez (* 4. Mai 1744 in Wien; † 13. Dezember 1812 ebenda) war eine österreichische Komponistin, Cembalistin und Sängerin (Sopran).

## Leben
Marianna Martines wurde in Wien als Tochter von Theresia und Nicolò Martines, einem Neapolitaner und Zeremonienmeister des päpstlichen Nuntius, geboren. Sie hatte elf Geschwister, von denen sechs im Kindesalter starben. Es blieben eine Schwester und vier Brüder. Diese wurden am 23. Jänner 1774 von der Kaiserin Maria Theresia in den erbländischen Ritterstand erhoben.
Erziehung und Förderung in der Musik, aber auch in Sprachen und Literatur erhielt Marianna Martines durch den italienischen Dichter und Librettisten Pietro Metastasio (1698–1782), der Hofdichter unter Kaiser Karl VI. war. Martines’ Vater kam als Freund Metastasios in das alte Michaelerhaus am Kohlmarkt Nr. 1182 (ab 1795 Nr. 1220) und wohnte dort mit seiner Familie als Untermieter des Dichters.
In ihrer kurzen Autobiographie nennt Martines nur zwei Lehrer: Joseph Haydn und Giuseppe Bonno. Nicola Porpora und Johann Adolph Hasse werden von ihr nicht erwähnt. Klavierunterricht bekam sie ab ihrem zehnten Lebensjahr durch den jungen Joseph Haydn, der wiederum eine Zeit lang Porporas Kammerdiener war und dadurch gratis von ihm unterrichtet wurde. Dieser wohnte im selben Haus und erteilte ihr täglich gegen freie Kost Unterricht. Schon zu Beginn dieser Ausbildung soll Marianna Martines hervorragend gespielt haben.
Durch ihren Vater und Metastasio knüpfte Martines bereits früh Kontakte zu wichtigen Persönlichkeiten in Politik, Kultur und Gesellschaft. Sie sang und spielte des Öfteren auf Einladung der Kaiserin Maria Theresia am Hof. Mindestens einmal wöchentlich gab sie musikalische Soireen in ihrem Haus. Für einen gemeinsamen Auftritt mit Mozart gibt es keinen Beweis, allerdings war Mozart Gast der musikalischen Abende. Metastasio starb 1782 und hinterließ sein Vermögen den Geschwistern Martines.
Martines gründete zwischen 1780/90  eine eigene Singschule in Wien.

„Martines, Fräulein Nanette von, ist eine der vorzüglichsten Kennerinnen unter unsern zahlreichen Dilettantinnen. Sie liest vom Blatte, accompagnirt aus der Partitur, ist eine vortreffliche Sängerinn, streng gramatikalisch in Komposizion und Exekuzion, ihr Geschmack ist hauptsächlich nach der ältern italiänischen Manier. Aus Unterhaltung und aus Liebe für die Kunst hat sie fast immer eine eigene Singschule, worinn sie vortreffliche Sängerinnen bildet, […] und ist in jedem Betrachte eine große Stütze der Tonkunst.“

Ihre Muttersprachen waren Deutsch und Italienisch, aber sie sprach auch Englisch und Französisch.
Marianna von Martines starb im Alter von 68 Jahren an Tuberkulose. Zwei Tage zuvor war ihre drei Jahre jüngere Schwester Antonia, mit der Marianna über Jahrzehnte zusammengelebt hatte, an Altersschwäche verstorben. Martines wurde auf dem Sankt Marxer Friedhof in Wien begraben.

## Wirken als Komponistin
Als 17-Jährige trat Martines erstmals 1761 als Komponistin auf. Eine ihrer Messen wurde in der Wiener Hofkirche St. Michael aufgeführt. Dies fand allgemeine Anerkennung. In den Jahren 1760 bis 1771 schickte sie dem renommierten Komponisten und Musiktheoretiker Padre Giovanni Battista Martini (1706–1784) einige ihrer Kompositionen zu, der ihre Werke durchaus positiv beurteilte. Ihre Klaviersonaten in E-Dur und A-Dur wurden 1760 in einer Anthologie des Musikverlegers Johann Ulrich Hafner (1711–1767) veröffentlicht. Dies galt als bedeutender Qualitätsbeweis. Es blieben ihre einzigen Veröffentlichungen zu Lebzeiten.
1773 wurde sie in die Accademia Filarmonica di Bologna aufgenommen. Der Organisator dieser 1666 gegründeten Accademia war Padre Martini. Dort aufgenommen zu werden, war eine hohe Auszeichnung, die nur den wenigsten und sehr guten Komponisten gegönnt war. Eine Aufgabe der Aufnahmeprüfung war das Arrangieren einer Antiphon für vier Stimmen. In der Beurteilung Martines’ wurde besonders „die Zierlichkeit, das Genie“ und „die erstaunliche Präzision […] ihrer Komposition“ hervorgehoben.
1781 komponierte Martines das Oratorium Sant’Elena al Calvario auf ein Libretto ihres Mentors Pietro Metastasio. Im folgenden Jahr 1782 schrieb sie ihr vielleicht berühmtestes Werk Isacco figura del redentore (Isaak – Vorbild des Erlösers), ebenfalls auf ein Libretto Metastasios. Dieses wurde mit großem Erfolg durch die Wiener Tonkünstler-Sozietät aufgeführt.